# Thomas Thøgersen
Thomas Thøgersen est un footballeur danois né le 2 avril 1968 à Copenhague. Arrière latéral de métier, il a également joué au poste de milieu offensif.

## Biographie
Malgré de très belles performances avec le Brøndby IF et un passage en Angleterre, il n'a jamais été sélectionné avec l'équipe du Danemark. 
Il a remporté trois années de suite le championnat danois : en 1996, 1997 et 1998.

## Palmarès
Brøndby IF
- Champion du Danemark (3) : 1996, 1997, 1998
- Vainqueur de la Coupe du Danemark (2) : 1994, 1998
- Vainqueur de la Coupe de la Ligue danoise (3) : 1994, 1996, 1997